# Вегетаріанський хот-дог
Вегетаріанський хот-дог (англ. Vegetarian hot dog, його ще, як правило називають «пікл-дог», «веггі-дог» або «нот-дог») — хот-дог, зроблений з не м'ясних продуктів.
Вони менш жирні, калорійні, без холестерину, і, у порівнянні з хот-догами з тваринного м'яса, практично не містять насичених жирів. Тому таким хот-догам надають перевагу люди, які дотримуються низькокалорійних, знежирених дієт з низьким вмістом холестерину. На відміну від традиційної домашньої ковбаси, оболонка зроблена не з кишечнику, а з рослинних інгредієнтів. Вегетаріанські хот-доги, як правило, базуються на соєвому білку. Деякі з них містять яєчні білки, що роблять їх неприйнятними для вегетаріанців (хіба що для ововегетаріанців). Є також вегетаріанські хот-доги, зроблені з тофу.

## Історія
Історія вегетаріанських хот-догів чітко не з'ясована, але пісні сардельки «Вортінгтонська Їжа Вежа-Лінк» вважаються першими у світі вегетаріанськими хот-догами в 1949 році. 19 червня 2000 року Чикаго Вайт Сокс творили історію бейсболу, коли почали продаватись вегетаріанські хот-доги під час гри в Коміскей Парк. За останні роки чимало інших підприємств вступило на ринок вегетаріанських хот-догів. Підприємство «Їжа Седар Лейк», що виготовляє сосиски Делі, Джумбо та Брекфест є лише одним з багатьох виробників, які в даний час пропонують вегетаріанські хот-доги. Вегетаріанські сосиски без булочки були більш поширеними на початку XX століття, наприклад, в 1913 році Індіана-поліс Стар (штат Індіана) 15 червня розповідає про тих, хто «говорить, що він жив майже виключно на одних вегетаріанських сосисках». Це наводиться в Оксфордському словнику англійської мови в грудні 2007 року, як доповнення до прикметника «вегетаріанець», але вегетаріанський хот-дог чи сосиска не згадується.

## В Україні
Станом на 2016 рік вегетаріанський хот-дог продається, як мінімум одним закладом харчування. Такий хот-дог продавався на фестивалі Веда-лайф у 2016 році.